# Шоцикас, Альгирдас Стасисович
А́льгирдас Стаси́сович Шо́цикас (лит. Algirdas Šocikas; 14 мая 1928 — 21 ноября 2012) — советский боксёр и тренер. Чемпион I Летней Спартакиады народов СССР (1956). Шестикратный чемпион СССР (1950—1954, 1956). Дважды чемпион Европы (1953, 1955). Заслуженный мастер спорта СССР (1955). Заслуженный тренер СССР (1964). Выдающийся боксёр СССР (1954). Заслуженный деятель физической культуры и спорта Литовской ССР (1962).

## Биография

### Детство
Родился в небольшом селе Жаляс-Остямпас Кайшядорского района Литвы, где его отец в течение многих лет работал лесничим. Ещё в детстве вместе со всей семьёй переехал на постоянное жительство в Каунас.
Ребёнком часто участвовал в уличных драках с местными детьми: «Нельзя сказать, что мне это приносило удовольствие, но научиться постоять за себя, думается, должен каждый. Во всяком случае, счёт шишкам и синякам я не вёл». Из боксёров в то время слышал только о бывшем чемпионе мира среди тяжеловесов Джеке Шарки, американском профессионале литовского происхождения, хотя новостей о его спортивной карьере в Литву доходило не очень много.
В детстве спортом не занимался, не состоял ни в каких секциях и клубах. Когда Альгирдас впервые увидел бокс на местном городском стадионе, этот вид спорта произвёл на него скорее отталкивающее впечатление: «На ринге почти каждая схватка переходила в откровенный обмен ударами; боксёры быстро выдыхались, сопели, потели, пачкали друг друга кровью, льющейся из рассечённых бровей и расквашенных носов… Словом, зрелище это доставило мне больше разочарований, чем удовольствия».

### 1946 год. Начало карьеры
К восемнадцати годам Шоцикас окончил ремесленное училище и устроился работать на Каунасский судоремонтный завод. В 1946 году случайно попал в состав спортивной делегации, направленной в Москву представлять республику на Всесоюзном параде физкультурников. Тогда же он познакомился с известным литовским боксёром Антанасом Заборасом и стал свидетелем первенства СССР, которое изменило всё его представление о боксе: «Это не шло ни в какое сравнение с тем, что я видел в Каунасе. Это был настоящий бокс». Особенно его поразил финальный поединок тяжёлого веса между Николаем Королёвым и Андро Навасардовым.
По возвращении в Каунас, находясь под впечатлением от увиденного, Щоцикас поспешил записаться в городскую спортивную школу, однако набор в то время был уже закончен, и его взяли только со второго раза. Проходил подготовку под руководством тренеров Л. Мисюнаса и Пастериса. Пастерис (настоящая фамилия Пастер) на самом деле был французским военным лётчиком, который во время Второй мировой войны бежал из немецкого плена и до прихода советских войск скрывался в доме одной литовской семьи. Он оказал значительное влияние на формирование молодого боксёра, обучил его всем тонкостям ведения поединка. Шоцикас описывает первые месяцы тренировочного процесса как довольно-таки скучные — его в основном держали на лапах, ставили тренироваться у мешка, акцент делался на общефизическую подготовку и прочие вспомогательные упражнения, тогда как подниматься на ринг для спаррингов ему доводилось не часто. На тот момент он весил чуть больше 81 кг, но жира в теле практически не было, поэтому тренеры решили оставить его в тяжёлой весовой категории. Будучи левшой, боксировал в правосторонней стойке.
Первый официальный бой провёл спустя четыре месяца после начала тренировок, встречался с чемпионом республики, опытнейшим боксёром Богданавичусом, и сенсационно нокаутировал его в первом же раунде. Через неделю отправился в Вильнюс на междугороднюю матчевую встречу, где вышел на ринг против своего знакомого Антанаса Забораса — в напряжённом бою Шоцикас победил по очкам с небольшим перевесом. Заборас был недоволен судейским решением и потребовал реванша. Во втором их поединке Шоцикас уже выглядел намного увереннее, одержав победу во всех трёх раундах. После этих поражений Заборас решил завершить спортивную карьеру и вскоре стал одним из тренеров Шоцикаса.
Одолев двух сильнейших литовских тяжеловесов, Шоцикас вошёл в состав литовской сборной и в декабре отправился в Москву на командный чемпионат СССР. Жеребьёвка свела их малоопытную команду с главными фаворитами соревнований, столичными боксёрами — в итоге литовцы разгромно проиграли москвичам нокаутами во всех восьми весовых категориях. Шоцикас в рамках тяжёлого веса боксировал с бывшим моряком-дальневосточником Николаем Юрченко, бронзовым призёром всесоюзного первенства двухлетней давности. Весь первый раунд Юрченко жестоко избивал почти беспомощного дебютанта, а во втором сильным ударом в корпус отправил его в нокаут. Молодой боксёр долго не мог прийти в себя, а в раздевалке его вырвало. Тем не менее, разгромное поражение не расстроило Шоцикаса, впоследствии он назвал этот матч своим боевым крещением: «Мне вдруг до боли стало ясно, сколько бездумного, мальчишеского легкомыслия скрывалось под моими розовыми мечтами. Я понял, что в большом спорте, как и в любом другом настоящем деле, нет и не может быть лёгких путей».

### 1947 год. Первая встреча с Королёвым
В Каунасе Шоцикас активно готовился к следующему всесоюзному первенству, провёл четыре боя с местными прибалтийскими боксёрами, у всех выиграл, причём три из четырёх поединков завершил нокаутами в первых раундах. Летом на чемпионате СССР в Москве в стартовом поединке победил белорусского тяжеловеса, нокаутом во втором раунде, затем по очкам взял верх над украинским боксёром. В третьем бою вышел на самого Андро Навасардова, чемпиона и многократного финалиста первенств страны. Бой получился очень напряжённым, Навасардов постоянно атаковал, но два раза, в первом и втором раундах, Шоцикасу удалось поймать его на контратаке и отправить в нокдаун. Третий раунд прошёл в обоюдных атаках. В итоге судьи отдали победу Навасардову, хотя многие зрители в зале были недовольны таким решением, а известный специалист Виктор Степанов в своём обзоре чемпионата назвал победу Навасардова над Шоцикасом «неубедительной».
18 ноября в Риге Альгирдас Шоцикас в рамках своего пятнадцатого официального боя встретился с главным тяжеловесом страны Николаем Королёвым, который безоговорочно выигрывал почти все всесоюзные первенства довоенных и послевоенных годов. Силы были неравны, используя свою нестандартную технику, Королёв в общей сложности шесть раз отправлял Шоцикаса в нокдаун (четыре раза в первом раунде и два во втором), но тот неуклонно поднимался на ноги и сумел продержаться до самого конца. Тренеры посчитали, что не стоило сводить столь неопытного боксёра с великим чемпионом, однако сам Шоцикас не считал этот бой ошибочным: «Продержаться три раунда против самого Королёва — это для меня решало всё. Этим определялось моё боксёрское будущее. Если я смог выстоять один раз, значит смогу и в другой… А там время покажет».

### 1948 год. Международный дебют
В марте 1948 года на всесоюзном первенстве в Тбилиси Шоцикас взял реванш у Николая Юрченко, нокаутировав его во втором раунде, после чего в четвертьфинале по очкам взял верх над молодым панчером Анатолием Перовым. На стадии полуфиналов встретился с Королёвым, который в первом же раунде сломал ему нос, и бой остановили за явным преимуществом одного из соперников: «Впечатление такое, будто потолок рухнул мне на голову; белая вспышка в глазах, пронзительная сверлящая боль, и я на полу». Несмотря на лёгкую победу, позже в журнальной заметке Королёв назвал Шоцикаса в числе наиболее перспективных тяжеловесов страны, отметив среди главных его достоинств грозный удар и высокие моральные качества.
По состоянию на 1948 год Шоцикас стал безоговорочным лидером Литвы в тяжёлом весе, на республиканских соревнованиях легко разобрался со всеми своими оппонентами, всех побеждал нокаутами в первых же раундах. В конце года занял первое место на Спартакиаде Прибалтики, одержав победу над чемпионом Латвии Мейлусом и чемпионом Эстонии Мартином Линнамяги — тем самым выполнил норматив мастера спорта СССР. Помимо этого, дебютировал на международном уровне, на прошедшей в Ленинграде матчевой встрече против сборной Финляндии взял верх над финским боксёром Пеккалу, нокаутом во втором раунде.

### 1949 год. Серебряный призёр
Начиная с 1949 года Шоцикаса тренировал выдающийся специалист Виктор Огуренков.
Домашний чемпионат СССР в Каунасе Шоцикас начал с досрочной победы над чемпионом РСФСР Шалаевым — дважды отправил его в нокдаун, после чего в начале второго раунда рефери остановил бой. В четвертьфинальном и полуфинальном матчах прошёл Мартина Линнамяги и Анатолия Перова соответственно. В финальном поединке против Королёва выглядел намного лучше по сравнению с двумя предыдущими встречами с ним, за счёт движения на ногах уходил от многих силовых ударов и методично набирал очки частыми джебами. Щоцикас рассчитывал на победу, в победе были уверены его тренеры и присутствовавшие на чемпионате зрители, однако рефери неожиданно для всех поднял руку Королёву (счёт по раундам 2:1). Главная судейская комиссия всё же признала этот результат несправедливым и назвала победителем Шоцикаса. Позже оба этих решения были отменены, исход боя изменили на ничью, и титул чемпиона, таким образом, не достался никому.
Всесоюзный комитет по делам физкультуры и спорта принял беспрецедентное для советского бокса решение — разыграть личное первенство в тяжёлом весе на дополнительном турнире с участием всех четырёх полуфиналистов: Королёва, Шоцикаса, Перова и Навасардова. Турнир состоялся в декабре того же года на арене Московского цирка на Цветном бульваре и проходил по круговой системе, когда каждый поочерёдно боксирует с каждым. Шоцикасу удалось выиграть у Перова и Навасардова, но с Королёвым вновь возникли проблемы — их бой обернулся бескомпромиссной рубкой, оба по разу побывали в нокдауне (причём для Королёва это был первый нокдаун в карьере). Шоцикас имел некоторое преимущество в первом раунде, во втором соперники боксировали на равных, тогда как в третьем он явно проиграл, так и не сумев завоевать титул чемпиона страны. Королёв в своей автобиографии много лет спустя назвал этот бой самым сложным и драматичным за всю свою спортивную жизнь.
Помимо участия в первенствах страны, в этом сезоне Шоцикас также выехал боксировать за границу: выиграл золотую медаль на Студенческих играх в Будапеште, где победил венгра Шараи и поляка Флишиковского.

### 1950 год. Чемпионство без Королёва
К 1950 году Шоцикас уже имел в послужном списке 39 боёв, из них 31 выиграл, в том числе 20 досрочно. В мае он побывал на международном турнире в Варшаве, откуда привёз награду золотого достоинства, а в июле отправился на чемпионат СССР в Свердловске. В четвертьфинале и полуфинале первенства победил москвича Подшивалова и боксёра из Армении Додельцова соответственно. Поскольку Королёв пропускал этот чемпионат из-за травмы плеча, в финале Шоцикас встретился Анатолием Перовым — Перов решительно наступал в первых двух раундах, но в третьем выдохся, и все боковые судьи единогласно признали победителем литовского боксёра. Таким образом, Альгирдас Шоцикас впервые стал чемпионом СССР по боксу в тяжёлой весовой категории.

### 1951 год. Чемпионство с Королёвым
Весной 1951 года Щоцикас принял участие в турне советской сборной по городам Швеции, боксировал в Стокгольме, Гётеборге, Садвикене, неизменно выходя победителем из всех поединков. В частности в Стокгольме он нокаутировал чемпиона Швеции Муберга, а в Гётеборге переиграл по очкам Ингемара Юханссона, будущего серебряного призёра Олимпийских игр и чемпиона мира среди профессионалов. По возвращении его статистика возросла до 50 побед в 58 боях, из них 12 побед на международной арене без единого поражения.
В этом сезоне он дважды встречался с Королёвым, сначала на абсолютном первенстве СССР в Москве (?), затем в зачёте тяжёлого веса в финале регулярного чемпионата в Сталино — в обоих случаях в напряжённых поединках победил по очкам. Шоцикас признавался, что единственная причина, почему ему тогда удалось победить — молодость. Королёв был на десять лет его старше и находился уже на закате своей спортивной карьеры. «Королёв умел на ринге всё, что умел и я, но характер у него был твёрже. Лишь время — десять лет разницы в возрасте — склонило чашу весов на мою сторону».

### 1952 год. Олимпиада в Хельсинки

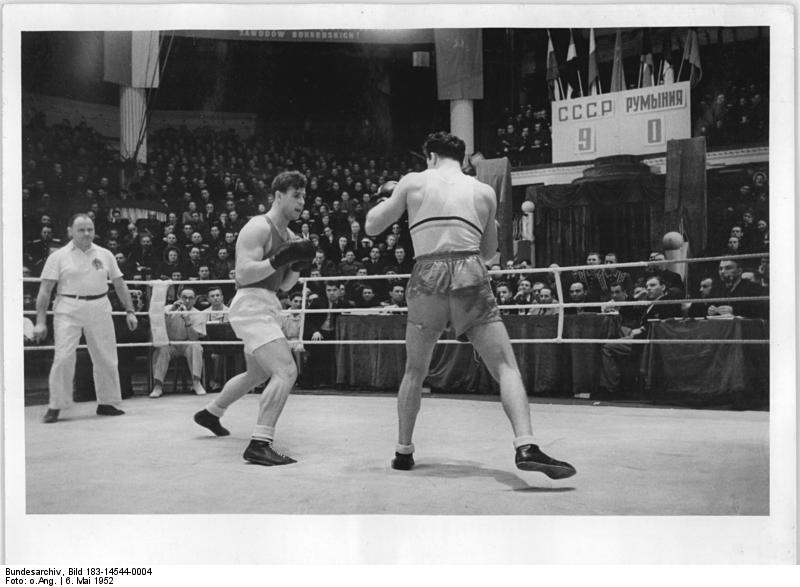
Поединок Шоцикаса и Богице

В марте 1952 года Шоцикас выступил на международном турнире в Москве, на котором последовательно победил поляка Енжика, румына Богице и чеха Нетку. Также должен был боксировать здесь с представителями Венгрии, Болгарии и ГДР, но эти сборные своих спортсменов против него не выставили. Месяц спустя на прошедшем там же первенстве СССР победил всех четырёх соперников, в том числе Королёва в финале, и тем самым защитил звание чемпиона страны. Кроме того, за счёт этой победы прошёл отбор на летние Олимпийские игры в Хельсинки, первые Олимпийские игры для сборной Советского Союза. Перед Олимпиадой вместе со всей советской командой прошёл двухнедельные тренировочные сборы в Выборге.
Олимпийский турнир по боксу стартовал 28 июля ближе к окончанию Игр. Шоцикас рассматривался экспертами в качестве главного фаворита в тяжёлом весе, наравне с американцем Эдвардом Сандерсом, финном Илькка Коски и шведом Ингемаром Юханссоном. В стартовом поединке он легко победил поляка Гостянского, нокаутом во втором раунде, однако четвертьфинальный бой, против малоизвестного южноафриканца Нимана, обернулся для него настоящей катастрофой — поражением нокаутом в первом же раунде. В начале боя Шоцикас традиционно поприветствовал соперника, протянув обе руки вперёд, но тот вместо ответного приветствия неожиданно ударил прямым ударом в подбородок. Сильно потрясённый Шоцикас, находясь в состоянии грогги, всё же сумел устоять на ногах и попытался спастись в плотном клинче. Во время клинча рефери усмотрел со стороны боксёров опасные движения головами и решил разнять их — пока Шоцикас выслушивал замечание, Ниман нанёс ещё один неожиданный удар в голову, привёдший на сей раз к нокауту. Пресса и общественность были возмущены уровнем судейства в этом поединке, рефери сразу же после этого дисквалифицировали, хотя результат боя остался неизменным. Ниман не добился на Олимпиаде большего успеха, выбыв уже в следующем матче, он завоевал бронзовую медаль. Шоцикас очень тяжело переживал такой обидный проигрыш в главном турнире своей спортивной карьеры: «Я понял, насколько страшным может стать в боксе поражение. Я испытывал жгучий, опаляющий стыд. Стыд не только перед зрителями и товарищами по команде, но и перед самим собой. Унизительность положения, в котором я оказался, не смягчалась никакими обстоятельствами».

### 1953 год. Чемпион Европы
В апреле 1953 года на чемпионате СССР в Москве Шоцикас в четвёртый раз подряд завоевал титул чемпиона в тяжёлой весовой категории. При этом в финале состоялась его восьмая и последняя встреча с Николаем Королёвым — тому на тот момент было уже 36 лет, и серьёзного сопротивления молодому литовскому боксёру оказать он не смог. Таким образом, счёт их личных встреч стал 4:3 в пользу Шоцикаса при одной ничьей. Шоцикас, несмотря на победу, с грустью отзывался об окончании их знаменитого противостояния: «Я не ощутил того чувства триумфа, о котором мечтал и которого так ждал когда-то; время, которое окончательно склонило чашу весов в мою сторону, заодно многому меня научило».
В мае советская сборная отправилась в Варшаву и дебютировала на чемпионате Европы. Шоцикас, будучи одним из лидеров команды, тоже поехал, но на европейском первенстве ему пришлось боксировать с травмой — за несколько дней до начала турнира во время разминочной игры в баскетбол у него образовалась трещина в пальце, после того как Александр Засухин неудачно приземлился ему на ногу. Невзирая на травму, Шоцикас легко справился со всеми тремя оппонентами, немцем Пингелем, югославом Крисманичем и поляком Венгжиняком, выиграл золотую медаль и реабилитировался тем самым за неудачную Олимпиаду.
В июле боксировал на Всемирных студенческих играх в Бухаресте, где дошёл до финала и в решающем поединке неожиданно был досрочно побеждён румыном Димитру Чиаботару — пропустил внезапный удар в подбородок уже на первых секундах стартового раунда и оказался в тяжелейшем нокауте. В итоге он пришёл в сознание лишь на больничной койке и сам не мог объяснить, как такое могло произойти. Тогда на боксёра многие обрушились с критикой, припоминая ему нокаут на Олимпиаде, говорили о «стеклянной челюсти» и неспособности держать сильные удары. Шоцикас, в свою очередь, категорически отвергал возможность завершения карьеры: «Сам я отнюдь не разделял пессимизма тех, кто поторопился списать меня в архив. Не знаю, из какого материала была сделана моя челюсть — из хрупкого ли стекла или, напротив, из прочного железобетона, но я твёрдо решил, что не брошу бокс. И слово своё сдержал».

### 1954 год. Возвращение после нокаута
Из-за нокаута врачи отстранили Шоцикаса от соревнований сроком на полгода. В 1954 году он вернулся в большой спорт, сделал серию из шестнадцати побед подряд, в том числе в пятый раз стал чемпионом СССР по боксу, в частности в финале довольно легко победил своего одноклубника по каунасскому «Жальгирису» Ричарда Юшкенаса.

### 1955 год. Джентльмен на ринге
На чемпионате Европы 1955 года в Западном Берлине уже в стартовом матче Шоцикас взял реванш у румына Чиоботару, уверенно переиграв его по очкам. В четвертьфинале должен был боксировать с итальянцем Боццано, но тот по неизвестной причине не появился на ринге. В полуфинале единогласным решением судей взял верх над чехом Нетукой. В решающем поединке довольно легко разобрался с медлительным габаритным немцем Хорстом Виттерштайном и тем самым во второй раз заполучил медаль чемпиона Европы. Во втором раунде финального боя произошёл инцидент, когда Шоцикас не стал добивать повисшего на канатах беспомощного Виттерштайна — немецкая публика отреагировала на этот благородный поступок овациями, а в прессе литовского боксёра прозвали «джентльменом на ринге». Сам же Шоцикас впоследствии признавался, что отошёл в сторону от поверженного соперника отнюдь не из благородных побуждений — он просто боялся зацепиться за падающего оппонента и решил постоять в стороне восстановить дыхание — форсировать события ему не требовалось, так как он вёл по очкам и был уверен в своей победе. Это был 112-й по счёту бой Шоцикаса, на тот момент в его послужном списке были 103 победы, более 30 боёв на международной арене.
Через несколько месяцев на первенстве страны в четвертьфинале Шоцикас встретился с Ричардом Юшкенасом и, несмотря на полное доминирование над ним, пропустил случайный удар, нанесённый вслепую, и оказался в нокауте. Три нокаута в течение трёх лет заставили его задуматься о завершении спортивной карьеры: «Всё клонилось к своему неизбежному логическому завершению: мысль, что скоро придётся покинуть ринг, постепенно сглаживалась в своей остроте, становясь день ото дня привычнее». Тем не менее, напоследок он всё же решил вернуть себе титул чемпиона СССР.

### 1956 год. Последние бои
После ещё одного шестимесячного перерыва, предписанного по медицинским показаниям, Шоцикас вновь вернулся на ринг и одержал четыре победы в четырёх боях, причём три из них завершил нокаутом. В этом году всесоюзное первенство по боксу разыгрывалось в августе в рамках I летней Спартакиады народов СССР — здесь дебютировал другой выдающийся советский тяжеловес Андрей Абрамов, будущий шестикратный чемпион страны и трёхкратный чемпион Европы, но встретиться на ринге с Шоцикасом ему так и не довелось — молодой Абрамов дошёл только до полуфинала. Шоцикас же в стартовом поединке отправил в нокаут боксёра из Армении Абазова, затем выиграл по очкам у ленинградца Романова, тогда как в полуфинале взял верх над чемпионом Эстонии Лембитом Маурером. В решающем бою встретился с ростовчанином Львом Мухиным, будущим серебряным олимпийским призёром, переиграл его по очкам во всех трёх раундах и в шестой раз стал чемпионом СССР.
Будучи лучшим боксёром страны в своей весовой категории, Шоцикас имел полное право на участие в Олимпийских играх в Мельбурне, однако ещё до начала сезона он твёрдо решил, что покинет ринг сразу после завоевания титула чемпиона СССР. Он отказался от участия в Олимпиаде, уступив это право Льву Мухину, и объявил о завершении спортивной карьеры. Всего в любительском боксе он провёл 128 боёв, из них 118 выиграл, в том числе 73 окончил нокаутом.

## Стиль боя и основные характеристики
Несмотря на сравнительно высокий для любительского бокса процент нокаутов, Шоцикас никогда не стремился к досрочному завершению поединков и не считал такой исход своей первоочередной задачей. В его представлении нокаут являлся лишь следствием, побочным эффектом удачно проведённых технико-тактических действий. Он также скептически относился к делению всех боксёров на «игровиков» и «панчеров», считая, что в идеале оба этих стиля должны сочетаться друг с другом.

### Тренерская деятельность
Ещё во время спортивной карьеры Шоцикас тренировал боксёров в каунасском спортивном обществе «Жальгирис».
В 1956 году окончил Каунасский институт физкультуры.
В 1957 году, покинув расположение советской сборной, перешёл на постоянную тренерскую работу и сразу же возглавил сборную Литовской ССР. Тренировал боксёров, добивавшихся побед на всесоюзных и международных соревнованиях в различных весовых категориях. В числе его учеников чемпионы Европы Р. Тамулис и Ю. Юоцявичус. В 1964 году удостоен звания «Заслуженный тренер СССР».
В течение некоторого времени занимал должность помощника главного тренера сборной Советского Союза Анатолия Степанова. На этом поприще примечательна его поездка в США в 1970 году — на матчевые встречи с американскими боксёрами в Лас-Вегасе, Денвере и Луисвилле. Поселившись в отеле Сизар-Палас, Шоцикас познакомился здесь с выдающимся американским тяжеловесом Джо Луисом, который приехал сюда на похороны Сонни Листона — ветеран профессионального бокса несколько раз навещал советских боксёров в гостинице и полностью посмотрел турнир с их участием. В Нью-Йорке в составе советской делегации встретился с другим известным боксёром-профессионалом Джеком Демпси — по приглашению чемпиона отобедал в его личном ресторане. В Америке Шоцикас впервые ознакомился с кинохроникой наиболее значимых поединков профессионального бокса, особенное впечатление на него произвели два боя между Джо Луисом и Максом Шмелингом, а также бои с участием непобеждённого итало-американца Рокки Марчиано.
Помимо этого, был председателем республиканского совета по боксу, неоднократно избирался депутатом в Каунасский городской совет.
В 1977—1999 гг. — преподаватель Литовского института физкультуры. Доцент.
Автор книг «Спортивные правила и спортивные страсти» (в соавторстве с К. Адзюлисом), «На ринге и вне его», «Четвёртый раунд» (серия «Спорт и личность»).
Умер 21 ноября 2012 года в возрасте 84 лет. Похоронен на Пятрашюнском кладбище в Каунасе.

## Спортивные достижения
Международные
- Чемпионат Европы по боксу 1953 года —
- Чемпионат Европы по боксу 1955 года —

Всесоюзные
- I Летняя Спартакиада народов СССР 1956 года —
- Чемпионат СССР по боксу 1949 года —
- Чемпионат СССР по боксу 1950 года —
- Чемпионат СССР по боксу 1951 года —
- Чемпионат СССР по боксу 1952 года —
- Чемпионат СССР по боксу 1953 года —
- Чемпионат СССР по боксу 1954 года —
- Чемпионат СССР по боксу 1956 года —

Региональные
- Трёхкратный чемпион Прибалтики —
- Шестикратный чемпион Литвы —

### Спортивные звания
- «Выдающийся боксёр СССР»
- Заслуженный мастер спорта СССР
- Заслуженный тренер СССР

## Награды
- Гранд-офицер ордена Великого князя Литовского Гядиминаса (01.07.1998)[3]
- Кавалер Орден Великого князя Литовского Гядиминаса (10.02.1994)[4]
- орден Ленина (27.04.1957) — «за успехи, достигнутые в деле развития массового физкультурного движения в стране, повышения мастерства советских спортсменов, и успешное выступление на международных соревнованиях»
- орден «Знак Почёта»
- Олимпийский орден «За доблесть в спорте»
- Почётный гражданин города Каунас (11.12.1997)[5]